# Mirbel
Mirbel település Franciaországban, Haute-Marne megyében. Lakosainak száma 37 fő (2022. január 1.). Mirbel Ambonville, Cerisières, La Genevroye, Marbéville és Vignory községekkel határos.

## Népesség
A település népességének változása:
| Lakosok száma | 90   | 68   | 47   | 53   | 43   | 42   | 42   | 43   | 41   | 37   |
|               | 1968 | 1982 | 1990 | 2006 | 2013 | 2015 | 2017 | 2019 | 2020 | 2022 |